# 稲沢市立明治中学校
稲沢市立明治中学校（いなざわしりつ めいじちゅうがっこう）は、愛知県稲沢市片原一色町にある公立中学校。

## 概要
- 旧・中島郡明治村の中学校であり、校区は清水町、清水八尻町、清水西川原町、清水阿原町、清水郷西町、清水寺前町、清水八神町、横野町、横野堂根町、横野西郷町、横野東郷町、横野東出町、横野境塚町、横野神田町、横野松前町、横野河原町、西島町、西島1-4丁目、西島出町、西島北町、西島中町、西島本町、西島東町、西島新町、生出横西町、生出上山町、生出河戸町、生出本町、生出郷前町、生出山田町、生出西道根町、生出東道根町、平金森町、平江向町、平細工蔵町、平佛供田町、平苅田町、平尾苅町、平蜂ノ坪町、平高道町、下屋町、下屋1-3丁目、浅井町、天池町、天池伝代町、天池西町、天池東町、天池金山町、天池牧作町、天池遠松町、天池光田町、天池浪寄町、天池五反田町、竹腰東町、竹腰中町、竹腰西町、竹腰本町、竹腰北町、片原一色町、一色藤塚町、一色三反田町、一色長畑町、一色青海町、一色跡之口町、一色神宮町、一色中通町、一色川俣町、一色下方町、一色森山町、一色上方町、一色中屋敷町、一色巡見町、一色竹橋町、一色白山町、一色道上町、一色市場町、一色西町、中野川端町、中野元町、中野宮町、矢合町、馬場町、馬場1-3丁目、法花寺町、儀長町、山口町、山口本町、山口宮前町、山口南町、船橋町（一部）、朝府町（一部）である[1]。

## 沿革
明治中学校は1907年（明治40年）明治高等小学校の開校を創立年としている。
- 1907年（明治40年）1月1日 - 明治高等小学校が開校する。
- 1941年（昭和16年）4月1日 - 祖父江国民学校高等科に改称する。
- 1947年（昭和22年）4月1日 - 新学制移行により明治村立明治中学校となる。
- 1949年（昭和24年）1月6日 - 北校舎、講堂が完成する。
- 1955年（昭和30年）4月15日 - 稲沢町、千代田村、大里村と合併し、改めて稲沢町が発足。同時に稲沢町立明治中学校に改称する。
- 1958年（昭和33年）11月1日 - 市制施行し、稲沢市となる。同時に稲沢市立明治中学校に改称する。
- 1961年（昭和36年）9月22日 - 新校舎（北館・鉄筋コンクリート造）が完成する。
- 1965年（昭和40年）5月18日 - 校舎を増築する。
- 1969年（昭和44年）7月16日 - プールが完成する。
- 1973年（昭和48年）10月10日 - 屋内運動場兼講堂が完成する。
- 1979年（昭和54年）2月28日 - 給食棟が完成する。
- 1980年（昭和55年）3月10日 - 管理棟が完成する。
- 1985年（昭和60年）3月30日 - 校舎を増築する。

## 交通アクセス
- 名鉄尾西線森上駅下車、徒歩約25分。

## 著名な卒業生
- 伊藤準規（2006年卒。プロ野球選手）
- 清野菜名（2010年卒。女優）